# Saint-Germain-du-Puy
Saint-Germain-du-Puy é uma comuna francesa na região administrativa do Centro, no departamento Cher. Estende-se por uma área de 21,64 km². Em 2010 a comuna tinha 5 196 habitantes (densidade: 240,1 hab./km²).